# Prosopocera bicincta
Prosopocera bicincta är en skalbaggsart som först beskrevs av Aurivillius 1914.  Prosopocera bicincta ingår i släktet Prosopocera och familjen långhorningar.
Artens utbredningsområde är Malawi. Inga underarter finns listade i Catalogue of Life.